# Kanton Paquisha
Der Kanton Paquisha befindet sich in der Provinz Zamora Chinchipe im Süden von Ecuador. Er besitzt eine Fläche von 353,8 km². Im Jahr 2020 lag die Einwohnerzahl schätzungsweise bei 5990. Verwaltungssitz des Kantons ist die Ortschaft Paquisha mit 1003 Einwohnern (Stand 2010). Der Kanton Paquisha wurde im Jahr 2002 eingerichtet.

## Lage
Der Kanton Paquisha befindet sich im Nordosten der Provinz Zamora Chinchipe. Im Osten reicht er bis an die peruanische Grenze. Das Gebiet liegt in der Cordillera del Cóndor, ein Gebirgszug der östlichen Anden. Der Río Nangaritza fließt entlang der westlichen Kantonsgrenze nach Norden. Der Río Blanco und der Río Zarza, beides linke Nebenflüsse des Río Machinaza, entwässern den Nordosten des Kantons nach Norden. Der Kanton Paquisha liegt in Höhen zwischen 812 m und 2400 m.
Der Kanton Paquisha grenzt im Süden an den Kanton Nangaritza, im Westen an den Kanton Centinela del Cóndor, im Norden an den Kanton Yantzaza sowie im Osten an Peru.

## Verwaltungsgliederung
Der Kanton Paquisha ist in die Parroquia urbana („städtisches Kirchspiel“)
- Paquisha

und in die Parroquias rurales („ländliches Kirchspiel“)
- Bellavista
- Nuevo Quito

gegliedert.

## Ökologie
Im äußersten Nordosten des Kantons befindet sich das Schutzgebiet Bosque Protector Cordillera del Cóndor.